# (37649) 1994 FC
1994 FC (asteroide 37649) é um asteroide da cintura principal. Possui uma excentricidade de 0.25922960 e uma inclinação de 13.79697º.
Este asteroide foi descoberto no dia 19 de março de 1994 por Robert H. McNaught em Siding Spring.